# アクターズステーション
株式会社 アクターズステーション（英称:Actors Station Company Limited）は、東京都渋谷区に所在する俳優の養成所。「アクターズ」と略されることもある。

## 概要
2013年 西田和昭（通称ぼんちゃん）が映画評論家の水野晴郎の遺志を受け継ぎ設立。オーディションにたっぷり時間をかけて映画俳優の逸材を捜し、シリーズ化している映画「シベリア超特急」など、映画へ出演することを前提にした俳優養成をすることが、他の養成所との大きな違いである。
アクターズステーションは俳優養成所であるが、養成した俳優を出演させる映画制作・配給をおこなう会社としてムービーステーションがある。ムービーステーションで2014年に予定している映画はシベリア超特急エピソード1などがある。

## 役員
- 代表取締役社長：西田和昭